# Савватий (Перепёлкин)
Епи́скоп Савва́тий (в миру Серге́й Алекса́ндрович Перепёлкин; 10 июля 1968, Котельниково, Волгоградская область) — архиерей Русской православной церкви на покое, бывший епископ Ванинский и Переяславский.

## Биография
Родился в семье военнослужащего. Крещён в 1979 году.
В 1983 году закончил восемь классов средней общеобразовательной школы № 27 Волгограда. В 1983—1985 годах учился в Казанском суворовском военном училище.
В 1985 году поступил на факультет журналистики Львовского высшего военно-политического училища, которое окончил в 1989 году. Служил на Северном флоте. В декабре 1991 года уволился в запас в звании старшего лейтенанта.
С февраля по май 1992 года нёс послушание келаря на подворье Валаамского монастыря в городе Приозерске Ленинградской области. В мае 1992 года стал трудником Свято-Троицкой Сергиевой лавры.
В мае 1993 года принят в число братии Николо-Шартомского мужского монастыря в селе Введеньё Шуйского района Ивановской области. Нёс послушание редактора монастырской газеты «Николо-Шартомский благовестник».
14 августа 1993 года в Спасо-Преображенском кафедральном соборе города Иваново архиепископом Ивановским и Кинешемским Амвросием (Щуровым) рукоположён в сан диакона, а 28 августа — в сан иерея.
С октября 1993 до ноября 1995 года нёс послушание служащего священника на подворье Николо-Шартомского монастыря — в Воскресенском соборе города Шуи Ивановской области.
В апреле 1994 года в Спасо-Преображенском храме Николо-Шартомского монастыря архиепископом Ивановским и Кинешемским Амвросием пострижен в мантию с именем Савватий в честь преподобного Савватия Соловецкого.
Весной 1996 года назначен настоятелем Крестовоздвиженского храма — подворья Николо-Шартомского монастыря в посёлке Палехе Ивановской области. В 1998—2003 годах ― настоятель храма в честь иконы Божией Матери «Всех скорбящих Радость» — подворья Николо-Шартомского монастыря в Иванове. В 2003 году возведён в сан игумена.
В 1998—2003 годах учился на заочном секторе Нижегородской духовной семинарии, защитив дипломную работу по теме «Гонения на Русскую православную церковь в 20—30-х годах XX столетия». В 2003—2008 годах обучался на заочном отделении Московской духовной академии.
В 1999—2003 годах преподавал катехизис и Священное Писание Нового Завета в Ивановском православном богословском институте, в 2000—2004 годах — церковное право и историю Русской православной церкви в Ивановской духовной семинарии.
В 2003—2009 годах являлся духовником Николо-Шартомского монастыря. В январе 2004 года выезжал в Чеченскую Республику для окормления воинских частей.
В 2009 году назначен настоятелем храма Живоначальной Троицы — подворья Николо-Шартомского монастыря в селе Чернцах Лежневского района Ивановской области.
В 2012 года назначен руководителем отдела по взаимодействию с Вооружёнными силами Шуйской епархии.
В октябре 2011 года командирован в Хабаровскую епархию, где назначен настоятелем строящегося храма святого праведного воина Феодора Ушакова в городе Советская Гавань, а в 2012 году ― благочинным Восточного благочиннического округа Хабаровской епархии. Занимался строительством Свято-Троицкого храма в посёлке Заветы Ильича. С 2012 года — член попечительского совета социального центра Советско-Гаванского района Хабаровского края и попечительского совета исправительной колонии № 5.

## Архиерейство
21 октября 2016 года решением Священного синода Русской православной церкви избран епископом Ванинским и Переяславским. 26 октября митрополитом Иваново-Вознесенским и Вичугским Иосифом возведён в сан архимандрита. Наречён во епископа 28 октября в храме Всех святых, в земле Российской просиявших, Патриаршей резиденции в Даниловом монастыре в Москве.
30 октября 2016 года в храме священномученика Климента, папы Римского, в Замоскворечье состоялась его епископская хиротония, которую совершили патриарх Московский и всея Руси Кирилл, митрополит Иваново-Вознесенский и Вичугский Иосиф, митрополит Хабаровский и Приамурский Владимир, архиепископ Петропавловский и Камчатский Артемий (Снигур), епископ Солнечногорский Сергий (Чашин), епископ Рыбинский и Даниловский Вениамин (Лихоманов), епископ Салехардский и Ново-Уренгойский Николай (Чашин), епископ Николаевский Аристарх (Яцурин), епископ Амурский и Чегдомынский Николай (Ашимов), епископ Кинешемский и Палехский Иларион (Кайгородцев), епископ Воркутинский и Усинский Иоанн (Руденко).
14 июля 2018 года Священный синод удовлетворил прошение епископа Савватия о почислении его на покой по состоянию здоровья и определил местом его пребывания Николо-Шартомский монастырь.

## Труды
- Игумен Савватий (Перепёлкин). Гонения на Церковь в Ивановской области в 20—40-е годы XX века.